# Усть-Кулом
Усть-Куло́м (комі Ку́лöмдін) — село, центр Усть-Куломського району Республіки Комі.
Усть-Кулом розташований на річці Вичегді.
Населення — 5,5 тис. осіб (2002). Значний відсоток у структурі національного складу Усть-Кулома складають комі-зиряни.
Село відоме з 1678 року. В 1929 році стало центром Усть-Куломського району.
У селі є ліспромгосп і незначні підприємства харчової промисловості. Автобусне сполучення зі столицею республіки м. Сиктивкаром.
В Усть-Куломі збереглися кам'яні Петропавлівська і Воскресенська церкви XIX століття.

## Постаті
- Жук Сергій Йосипович (1969—2018) — солдат Збройних сил України, учасник російсько-української війни.